# قشلاق نظرلو
قشلاق نظرلو یک منطقهٔ مسکونی در ایران است که در دهستان حکیم‌آباد (زرندیه) واقع شده‌است.